# بارتوش کورک
بارتوش کامیل کورک (به لهستانی: Bartosz Kamil Kurek) معروف به بارتوش کورک، (متولد ۲۹ اوت ۱۹۸۸ در وائوبژیخ، لهستان) بازیکن والیبال اهل لهستان که عضو تیم ملی والیبال لهستان است. کورک را بهترین نمایشی زن و یکی از بهترین اسپکرهای جهان می‌نامند.
همچنین به وی لقب شبح لهستانی نیز داده‌اند

## زندگی شخصی
بارتوش متولد وائوبژیخ است اما وی در حال حاضر در نیسا لهستان زندگی می‌کند. پدر او یعنی آدام کورک نیز والیبال را به صورت حرفه‌ای دنبال می‌کرد و سابقه بازی در لیگ لهستان را دارا بود و به همین دلیل آدام کورک مشوق اصلی بارتوش در زندگی رو به جلو بود. کورک والیبال را در سن ۱۷ سالگی آغاز کرد.

او همچنین یک برادر کوچکتر به نام یاکوب کورک دارد.

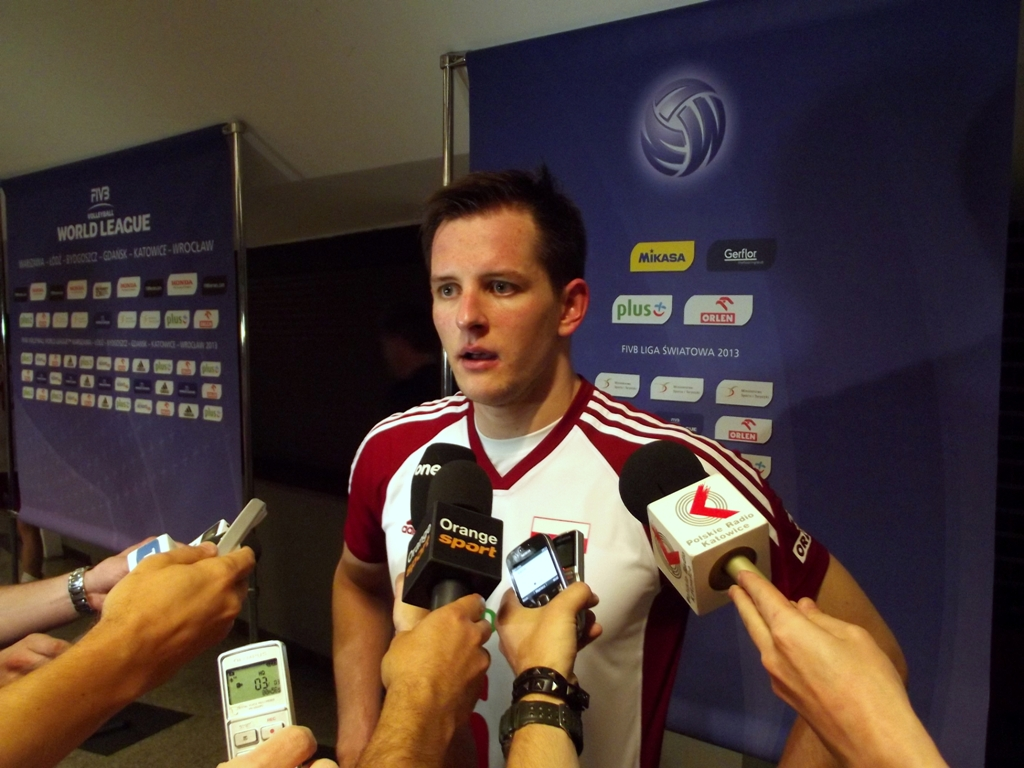
پس از مسابقه تیم ملی لهستان مقابل آمریکا در کاتوویتس - لیگ جهانی

## حرفه‌ای

### باشگاهی
کورک کار خود را با تیم جوانان نیسا در سال ۲۰۰۴ آغاز نمود و بعد در سال ۲۰۰۵ توسط زاکسا کوژله لهستان خریداری شد و تا سال ۲۰۰۸ در این تیم توپ زد. کورک در پایان سال ۲۰۰۸ با قراردادی سه ساله به باشگاه اسکرا بلچاتو نقل مکان کرد و خود را در دنیای والیبال مطرح تر نمود و با این تیم افتخارات زیادی را کسب نمود، سه دوره قهرمانی جام حذفی لهستان و سه دوره قهرمانی و یک دوره نایب قهرمانی پلوس لیگا لهستان و دو دوره نایب قهرمانی قهرمانی باشگاه‌های جهان و یک دوره قهرمانی لیگ قهرمانان اروپا ثمره سه سال حضور پر افتخار او در این تیم بود. کورک در سال ۲۰۱۲ به دینامو مسکو روسیه پیوست و بعد از چند بازی به شدت مصدوم شد و در سال ۲۰۱۳ از این تیم جدا و به لوبه بانکا ماچراتا ایتالیا پیوست وی در سال ۲۰۱۵ به لهستان بازگشت و به تیم رسوویا پیوست.

### ملی
کورک نخستین بازی ملی خود را در ۱ ژوئن سال ۲۰۰۷ در لیگ جهانی در مقابل تیم ملی والیبال آرژانتین انجام داد. کورک یکی از عوامل قهرمانی تیم ملی لهستان در لیگ جهانی ۲۰۱۲ بود.

## افتخارات

### باشگاهی
- لیگ قهرمانان اروپا
  -  ۲۰۱۱/۲۰۱۲ - با تیم اسکرا بلچاتوف

- قهرمانی باشگاه‌های جهان
  -  دوحه ۲۰۰۹ - با تیم اسکرا بلچاتوف
  -  دوحه ۲۰۱۰ - با تیم اسکرا بلچاتوف
- جام کنفدراسیون اروپا
  -  ۲۰۱۷/۱۸ - با تیم زراعت بانک آنکارا

### افتخارات دولتی
- ۲۰۰۹:  نشان افتخار تولد لهستان
- ۲۰۱۸:  نشان افتخار تولد لهستان [۱]